# Campionato italiano di beach soccer 2023 - Poule Scudetto

## Date
| Fase           | Turno         | Data              |
| -------------- | ------------- | ----------------- |
| Poule Scudetto | Prima tappa   | 2-3 giugno 2023   |
| Poule Scudetto | Seconda tappa | 12-15 luglio 2023 |
| Poule Scudetto | Terza tappa   | 21-23 luglio 2023 |

## Squadre
- Catania
- Catania SSD
- Icierre Lamezia
- Milano
- Napoli
- Pisa
- Mare di Roma
- Sambenedettese
- Viareggio

## Risultati

### 1ª tappa
| Squadra 1      | Risultato       | Squadra 2       |
| 1ª giornata    | 1ª giornata     | 1ª giornata     |
| -------------- | --------------- | --------------- |
| Milano         | 6 - 6 (3-4 dtr) | Catania SSD     |
| Napoli         | 2 - 1           | Viareggio       |
| Sambenedettese | 8 - 0           | Icierre Lamezia |
| 2ª giornata    |                 |                 |
| Catania SSD    | 5 - 2           | Icierre Lamezia |
| Milano         | 4 - 4 (2-3 dtr) | Pisa            |
| Catania        | 6 - 2           | Roma            |
| Sambenedettese | 2 - 5           | Viareggio       |

### 2ª tappa
| Squadra 1       | Risultato       | Squadra 2       |
| 3ª giornata     | 3ª giornata     | 3ª giornata     |
| --------------- | --------------- | --------------- |
| Roma            | 4 - 6           | Icierre Lamezia |
| Pisa            | 2 - 9           | Viareggio       |
| Milano          | 1 - 3           | Catania         |
| Catania SSD     | 1 - 6           | Napoli          |
| 4ª giornata     |                 |                 |
| Milano          | 4 - 5           | Roma            |
| Icierre Lamezia | 2 - 3           | Pisa            |
| Sambenedettese  | 1 - 4           | Napoli          |
| Catania SSD     | 6 - 5 (dts)     | Viareggio       |
| 5ª giornata     |                 |                 |
| Icierre Lamezia | 5 - 5 (1-4 dtr) | Milano          |
| Roma            | 3 - 7           | Napoli          |
| Pisa            | 4 - 1           | Sambenedettese  |
| Viareggio       | 5 - 4           | Catania         |
| 6ª giornata     |                 |                 |
| Sambenedettese  | 3 - 0           | Milano          |
| Roma            | 2 - 7           | Pisa            |
| Catania         | 3 - 9           | Catania SSD     |

### 3ª tappa
| Squadra 1       | Risultato       | Squadra 2       |
| 7ª giornata     | 7ª giornata     | 7ª giornata     |
| --------------- | --------------- | --------------- |
| Catania SSD     | 3 - 3 (8-7 dtr) | Sambenedettese  |
| Pisa            | 6 - 5 (dts)     | Napoli          |
| Viareggio       | 5 - 0           | Roma            |
| Icierre Lamezia | 2 - 3           | Catania         |
| 8ª giornata     |                 |                 |
| Viareggio       | 7 - 1           | Milano          |
| Roma            | 4 - 3           | Sambenedettese  |
| Pisa            | 4 - 3           | Catania SSD     |
| Napoli          | 5 - 4           | Catania         |
| 9ª giornata     |                 |                 |
| Roma            | 1 - 6           | Catania SSD     |
| Napoli          | 2 - 3           | Milano          |
| Catania         | 5 - 4           | Sambenedettese  |
| Viareggio       | 6 - 1           | Icierre Lamezia |

### Recuperi
| Squadra 1            | Risultato            | Squadra 2            |
| Recupero 1ª giornata | Recupero 1ª giornata | Recupero 1ª giornata |
| -------------------- | -------------------- | -------------------- |
| Catania              | 3 - 4 (dts)          | Pisa                 |
| Recupero 6ª giornata |                      |                      |
| Napoli               | 7 - 3                | Icierre Lamezia      |

### Classifica
|  | Pos. | Squadra         | Pt | G | V | V+ | Vr | P | GF | GS | DR  |
|  | ---- | --------------- | -- | - | - | -- | -- | - | -- | -- | --- |
|  | 1.   | Napoli          | 18 | 8 | 6 | 0  | 0  | 2 | 38 | 22 | +16 |
|  | 2.   | Viareggio       | 18 | 8 | 6 | 0  | 0  | 2 | 43 | 18 | +25 |
|  | 3.   | Pisa            | 17 | 8 | 4 | 2  | 1  | 1 | 34 | 29 | +5  |
|  | 4.   | Catania SSD     | 13 | 8 | 3 | 1  | 2  | 2 | 39 | 30 | +9  |
|  | 5.   | Catania         | 12 | 8 | 4 | 0  | 0  | 4 | 31 | 32 | -1  |
|  | 6.   | Mare di Roma    | 6  | 8 | 2 | 0  | 0  | 6 | 21 | 44 | -23 |
|  | 7.   | Sambenedettese  | 6  | 8 | 2 | 0  | 0  | 6 | 25 | 25 | 0   |
|  | 8.   | Milano          | 4  | 8 | 1 | 0  | 1  | 6 | 24 | 35 | -11 |
|  | 9.   | Icierre Lamezia | 3  | 8 | 1 | 0  | 0  | 7 | 21 | 41 | -20 |

Legenda:
      Ammesse alla fase finale.
      Ammessa ai play-off per il mantenimento/conquista di un posto della Poule Scudetto 2024.
      Retrocessa in Poule Promozione 2024.
Regolamento:
Tre punti per la vittoria nei tempi regolamentari, due nel tempo supplementare, uno ai calci di rigore, zero per la sconfitta.